# Itame vinctaria
Itame vinctaria är en fjärilsart som beskrevs av Philipp Christoph Zeller 1846. Itame vinctaria ingår i släktet Itame och familjen mätare. Inga underarter finns listade i Catalogue of Life.